# Akodon simulator
Akodon simulator es una especie de roedor de la familia Cricetidae.

## Distribución geográfica
Se encuentra en Argentina y Bolivia. 